# Cyprinotus cingalensis
Cyprinotus cingalensis är en kräftdjursart som beskrevs av Brady 1886. Cyprinotus cingalensis ingår i släktet Cyprinotus och familjen Cyprididae. Inga underarter finns listade i Catalogue of Life.